# Rudolfina rozkosnyi
Rudolfina rozkosnyi är en tvåvingeart som först beskrevs av Jindrich Rohácek 1975.  Rudolfina rozkosnyi ingår i släktet Rudolfina, och familjen hoppflugor. Arten är reproducerande i Sverige.